# Mucolítico

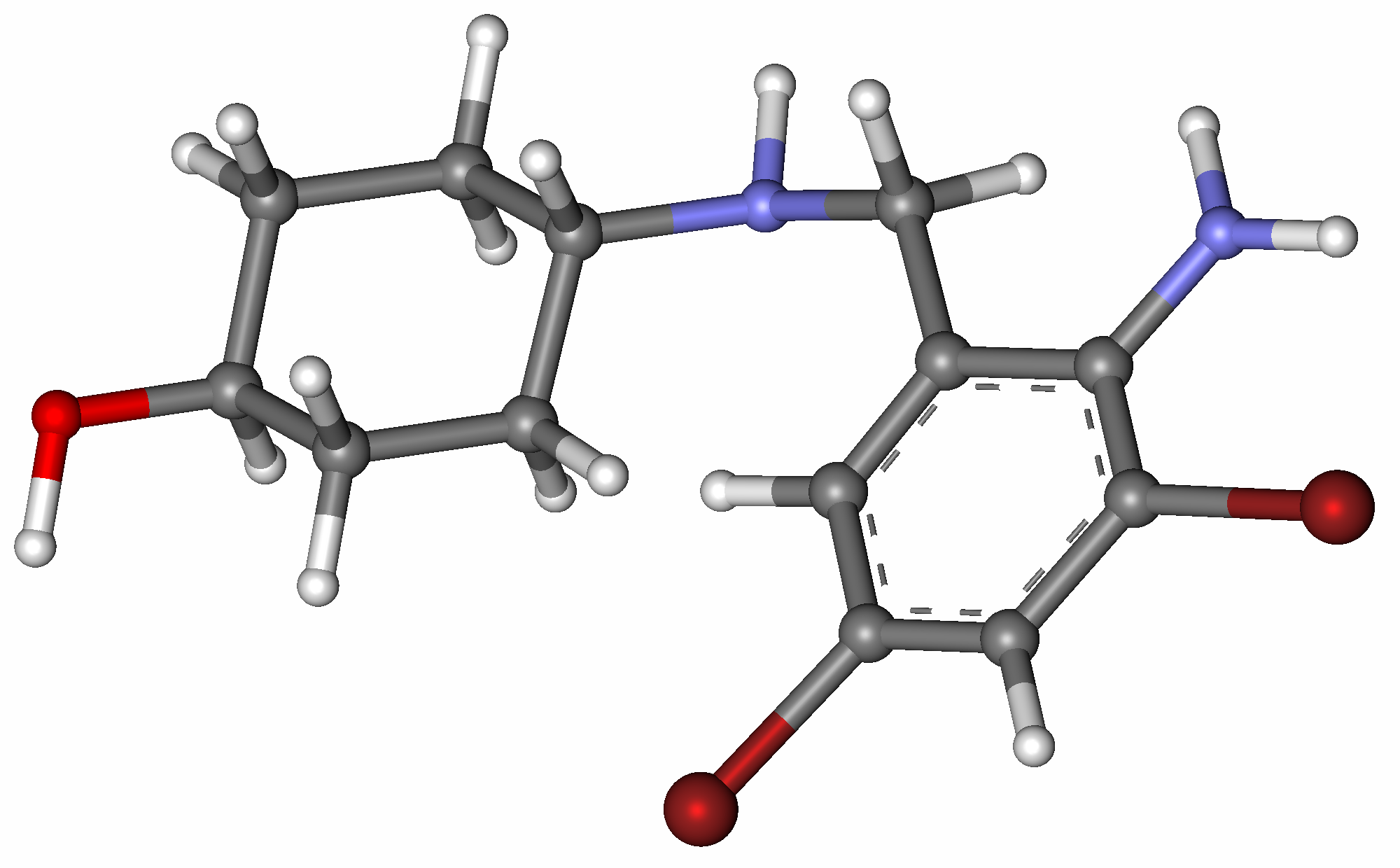
Ambroxol

Los mucolíticos son sustancias que tienen la capacidad de destruir las distintas estructuras quimicofísicas de la secreción bronquial anormal, consiguiendo una disminución de la viscosidad y, de esta forma, una más fácil y pronta eliminación.
La fluidificación del moco reduce la retención de las secreciones y aumenta el aclarado mucociliar, disminuyendo con ello la frecuencia e intensidad de la tos.
La actividad clínica de los mucolíticos ha sido muy discutida, aunque existen pruebas de su eficacia en reducir las exacerbaciones en la enfermedad pulmonar obstructiva crónica (EPOC) y el manejo de pacientes con fibrosis quística y disquinesia ciliar primaria.

## Mecanismo de acción
- Disminución de la tensión superficial.
- Alteración de las fuerzas de asociación intermolecular.
- Ruptura de las fuerzas de cohesión intramolecular.

## Clasificación
- Carboximetilcisteína (ingrediente principal)
- Enzimas: tripsina, dornasa.
- Productos azufrados: N-acetilcisteína, S-carboximetilcisteína, MESNA, letosteína, citiolona.
- Compuestos sintéticos derivados de la vasicina: bromhexina y ambroxol.
- Agentes tensioactivos: propilenglicol, tiloxapol